# Danh sách hãng hàng không Campuchia ngừng hoạt động
Đây là danh sách hãng hàng không Campuchia ngừng hoạt động.
| Hãng hàng không                 | Hình ảnh | IATA | ICAO | Tín hiệu gọi  | Năm hoạt động | Ngừng hoạt động | Ghi chú                                                   |
| ------------------------------- | -------- | ---- | ---- | ------------- | ------------- | --------------- | --------------------------------------------------------- |
| Air Cambodge                    |          | RC   |      |               | 1970          | 2001            | Được thành lập với tên gọi Royal Air Cambodge             |
| Air Dream                       |          | AD   | ADA  |               | 2007          | 2007            |                                                           |
| Angkor Airways                  |          | G6   | AKW  | ANGKORWAYS    | 2004          | 2008            |                                                           |
| Angkor Wat Airlines             |          |      |      |               | 1973          | 1974            |                                                           |
| Apsara International Air        |          | IP   | AQQ  | APSARA        | 2014          | 2016            |                                                           |
| Cambodair                       |          |      |      |               | 1973          | 1974            |                                                           |
| Cambodia Airlines               |          | Y6   | CCL  | ANGKOR WAT    | 1997          | 2014            | Ngừng hoạt động vào năm 2005, nhưng phục hồi vào năm 2013 |
| Cambodia Bayon Airlines         |          | BD   | BYC  | BAYON AIR     | 2007          | 2019            |                                                           |
| Cambodia International Airlines |          | XE   |      | CIA           | 1992          | 1994            |                                                           |
| First Cambodia Airlines         |          | F6   | FCC  | FIRSTCAMBODIA | 2004          | 2004            |                                                           |
| Imtrec Aviation                 |          |      | IMT  |               | 2000          | 2008            |                                                           |
| Kampuchea Airlines              |          | E2   | KMP  | KAMPUCHEA     | 1997          | 2004            |                                                           |
| KC International Airlines       |          | 3Q   | KCH  |               | 2017          | 2019            |                                                           |
| Khmer Akas                      |          |      |      |               | 1970          | 1973            | Đổi tên/sáp nhập thành Khmer Airlines                     |
| Khmer Hansa Airlines            |          |      |      |               | 1971          | 1975            |                                                           |
| Mekong Airlines                 |          | M8   | MKN  |               | 2003          | 2003            |                                                           |
| PMTair                          |          | U4   | PMT  | MULTITRADE    | 2003          | 2008            |                                                           |
| President Airlines              |          | TO   | PSD  |               | 1997          | 2007            |                                                           |
| Royal Air Cambodge              |          | VJ   | RAC  | AIR CAMBODGE  | 1956          | 2001            | Trở thành Air Cambodge từ năm 1970-1994                   |
| Royal Khmer Airlines            |          | FE   | RKH  | KHMER AIR     | 2004          | 2007            |                                                           |
| Royal Phnom Penh Airways        |          | RL   | PPW  |               | 2000          | 2004            |                                                           |
| Siem Reap Airways International |          | FT   | SRH  | SIEMREAP AIR  | 2000          | 2008            |                                                           |
| Skywings Asia Airlines          |          | ZA   | SWM  |               | 2011          | 2014            | Đổi tên thành Sky Angkor Airlines                         |
| Small Planet Airlines           |          | C8   | LKH  | SKYPLANET     | 2017          | 2018            |                                                           |
| TonleSap Airlines               |          | K9   | TSP  | TONLESAP AIR  | 2011          | 2013            | Đổi tên thành Wat Phnom Airlines                          |
| Wat Phnom Airlines              |          | WD   | WPH  |               | 2013          | 2014            |                                                           |
| Yana Airlines                   |          | M8   | MKN  |               | 1998          | 2002            | Đổi tên thành Mekong Airlines                             |